# Lissonota deversor
Lissonota deversor là một loài tò vò trong họ Ichneumonidae.